# Glaspusterens børn
Glaspusterens børn er en svensk spillefilm fra 1998 instrueret af Anders Grönros. Filmen er baseret Maria Gripes roman af samme navn fra 1964 og har blandt andre Lena Granhagen, Stellan Skarsgård og Pernilla August i hovedrollerne.

## Handling
Filmen følger to børn, Klas og Klara, der vokser op i en fattig svensk landsby i midten af det 19. århundrede. Deres far, Albert, er glaspuster og berømt for sine smukke vaser, men han er ude af stand til at tjene nok penge til sin kone Sofia og børnene. Ved et marked ankommer en fornem herre og køber alt Alberts glas. Derefter vil intet være det samme igen. Snart bliver Klas og Klara kidnappet og ført til et fremmed slot.

## Medvirkende (i udvalg)
- Oliver P. Peldius som Klas
- Jasmine Heikura som Klara
- Stellan Skarsgård som Albert
- Pernilla August som Sofia
- Margreth Weivers som dukkesælger
- Lena Granhagen som Flaxa Mildväder
- Thommy Berggren som herskeren
- Elin Klinga som herskerinden